# Prix Théophile-Gautier
Le prix Théophile-Gautier est un prix littéraire annuel remis par l'Académie française. Nommé en mémoire de Théophile Gautier, il a été constitué en 1969 par regroupement des fondations Archon-Despérouses, Artigue, Jean-Marc-Bernard, Jules-Davaine, Caroline Jouffroy-Renault, Alfred-de-Pontécoulant, Amélie-Mesureur-de-Wailly et Juliette-de-Wils.
Il est destiné à des auteurs de poésie lyrique.

## Liste des lauréats

### Années 1990
- 1990 :
  - Jean Aubert, Car il me reste tout l'automne, (médaille d'argent)
  - Marcel Giraudet, Je rêvais, ne vous en déplaise... (médaille de bronze)
- 1991 :
  - Georges Lauris, Iconostase, (médaille d'argent)
  - Mario Bénard, Alexandrines, (médaille de bronze)
- 1992
  - Éliette Boulen,  ... Et je signe, (médaille de bronze)
  - Geneviève Immè, Amatoria Periegesis, Voyage d'amour, (médaille d'argent)
- 1993 :
  - Kama Kamanda, L'Exil des songes et Les Myriades des temps vécus, (médaille d'argent)
  - Richard Rognet, Recours à l'abandon, (médaille d'argent)
  - Marguerite Clerbout, Contes du feuillage et de l'eau (médaille d'argent)
- 1994 :
  - Paul Malergue, Prosper de chez Mabrol
  - Guy Allix, Lèvres de peu, (5 000 F)
  - Marie Bonnes, Mirages et couleurs, (médaille d'argent)
  - Marie-Laure David, Qui faut-il fuir aujourd'hui ?, (médaille de bronze)
- 1995 : Nadine Najman, Le Calice jusqu'à la lie, (médaille d'argent)
- 1996 : Jacques Roubaud, Poésie, et cetera : Ménage (Stock), (médaille d'argent)
- 1997 :
  - Dominique Delmaire, Équinoxes, (médaille de bronze)
  - Robert Houdelot, Silence de la mémoire (Maison de Poésie), (médaille d'argent)
- 1998 :
  - Daniel Malassis, Frôlés par l'aile, (médaille de bronze)
  - Pierre Osenat, L'Adieu à l'île (Jean Grassin), (médaille d'argent)
  - Yves Peyré, Chronique de la neige (Galilée), (médaille d'argent)
- 1999 :
  - Bruno Rémond, Réel absolu, (médaille de bronze)
  - François Xavier, De l'Orient à l'amour (Édinter), (médaille d'argent)

### Années 2000
- 2000 : André Mouly, Poèmes, (médaille d'argent)
- 2002 : Michel Bénard, Fragilité des signes, (médaille d'argent)
- 2003 : Paul de Roux, Allers et retours (Gallimard), (médaille d'argent)
- 2004 : Richard Rognet, Dérive du voyageur (Gallimard), (médaille d'argent)
- 2006 : Henri Droguet, Avis de passage (Gallimard), (400 €)
- 2007 :
  - Gilles Baudry, Nulle autre lampe que la voix (Rougerie), (médaille de bronze)
  - Emmanuel Merle, Amère Indienne (Gallimard), (médaille d'argent)
- 2008 :
  - Philippe Destruel, Édition critique de La Bohême galante de Gérard de Nerval (Éditions du Lérot), (médaille de bronze)
  - Seyhmus Dagtekin, Juste un pont sans feu (Le Castor astral), (médaille d'argent)
- 2009 : Mathieu Bénézet, Ne te confie qu'à moi (Flammarion), (médaille d'argent)

### Années 2010
- 2010 :
  - Claude Adelen, Légendaire (Flammarion), (médaille de bronze)
  - Caroline Sagot-Duvauroux, Le Vent chaule suivi de L'Herbe écrit (José Corti), (médaille d'argent)
- 2011 :
  - Anise Koltz, Je renaîtrai (médaille de bronze)
  - Jacques Jouet, L’Histoire poèmes (médaille d'argent)
- 2012 : Yvon Le Men, À louer chambre vide pour personne seule (médaille d’argent)
- 2013 : François Montmaneix, Laisser verdure (médaille de bronze)
- 2014 : Renée-Solange Dayres, Pille le soleil (médaille de bronze)
- 2015 : Emmanuel Moses, Sombre comme le temps (médaille de bronze)
- 2016 : Werner Lambersy, La Perte du temps (médaille de bronze)
- 2017 : Hervé Piekarski, L'État d'enfance II (médaille de bronze)
- 2018 : Tanella Boni, Là où il fait si clair en moi (médaille de bronze)
- 2019 : James Sacré, Figures de silences (médaille de bronze)

### Années 2020
- 2020 : Nicole Euvremer, Beau Jeu (médaille de bronze)
- 2021 : Pierre Dhainaut, Une porte après l’autre après l'autre, suivi de Quatre Éléments plus un (médaille de bronze)
- 2022 : Sandra Moussempès, Cassandre à bout portant  (médaille de bronze)
- 2023 : Hubert Haddad, Portiques de l'instant  (médaille de bronze)
- 2024 : Patrice Delbourg, Le Singe du side-car  (médaille d'argent)